# Ingrid Visser
Ingrid Louise Visser (* 4. Juni 1977 in Gouda, Südholland; † 14. Mai 2013 bei Murcia, Spanien) war eine niederländische Volleyballspielerin.

## Karriere
Ingrid Visser spielte in ihrer Jugend seit 1984 Volleyball beim heimatlichen Erstligisten VC Nesselande Zevenhuizen. 1994 kam sie zum Ligakonkurrenten VVC Vught, mit dem sie 1996 und 1997 niederländischer Meister und Pokalsieger wurde. Danach spielte Ingrid Visser zwei Jahre bei Minas Tênis Clube in der brasilianischen Superliga. 2000/01 spielte sie in Italien bei Cividini Vicenza, mit dem sie den CEV-Pokal gewann. Anschließend ging sie in die spanische Superliga, wo sie nach zwei Jahren bei CV Las Palmas 2003 spanischer Meister wurde. Danach wechselte sie zum Ligakonkurrenten Marichal Teneriffa, wo ihr 2004, 2005 und 2006 in Spanien das Double aus Meisterschaft und Pokalsieg gelang und sie 2004 außerdem die Champions League gewann. 2007/08 wurde sie in ihrem Heimatland mit Martinus Amstelveen Meister und Pokalsieger. 2008/09 spielte Ingrid Visser in Russland bei Leningradka Sankt Petersburg. Danach zog es sie wieder nach Spanien, diesmal zu CAV Murcia 2005. 2011 wechselte sie nach Aserbaidschan, wo sie für Baki Baku spielte und 2012 das Endspiel im Challenge Cup erreichte.
Ingrid Visser hält mit 514 Einsätzen in der A-Nationalmannschaft den niederländischen Rekord. Sie belegte 1996 Platz fünf bei den Olympischen Spielen in Atlanta. Sie nahm an neun Europameisterschaften und an vier Weltmeisterschaften teil. Mit den Niederlanden gewann Visser den Grand Prix 2007. Sie wurde 1995 Europameister und stand bei der EM 2009 im Finale.
Am 30. Januar 2012 erklärte Ingrid Visser ihren Rücktritt aus der Nationalmannschaft.

## Privates
Visser war von 2009 bis zu ihrem Tod mit dem Geschäftsmann und ehemaligen Manager des VV Amstelveen, Lodewijk Severein liiert, mit dem sie in Zevenhuizen in der Gemeinde Zuidplas lebte. Visser war zuvor mit dem brasilianisch-amerikanischen Volleyballspieler Rico Guimarães verheiratet.

## Mordfall
Seit dem 13. Mai 2013 wurde Visser gemeinsam mit ihrem Lebensgefährten Lodewijk Severein vermisst. Zuletzt hielten sich beide während eines Urlaubs im spanischen Murcia auf. Die Leichen von Visser und Severein wurden zwei Wochen später halb verscharrt in Alquerías in einem Zitronenhain unweit der Regionalhauptstadt Murcia gefunden. Blutspuren und Hinweise auf Gewaltanwendung fand die Polizei in einer Wohnung in Molina de Segura. Wie man einen Tag später bekannt gab, waren die Leichen zerstückelt worden. Am 28. Mai 2013 wurde Juan Cuenca Lorente, der Volleyballmanager und Sportdirektor ihres ehemaligen Vereins CAV Murcia 2005, als möglicher Drahtzieher in dem Mordfall verhört und festgenommen. Zudem nahm man als mögliche Auftragsmörder zwei Rumänen in Valencia fest. Am 29. Mai 2013 wurde Haftbefehl gegen Cuenca erlassen. Am 31. Mai bestätigte die Gerichtsmedizin die Identität der Toten und gab als Todesursache stumpfe Gewalteinwirkung auf den Kopf an. Mitte Juli 2013 wurde eine vierte Person, der Besitzer der Zitronenplantage, festgenommen. Im Prozess wies einer der Verdächtigen darauf hin, dass das Paar bereits am 14. Mai 2013 getötet worden war. Die Täter wurden zunächst zu 40 Jahren und zwei Tagen Haft verurteilt. Im zweiten Berufungsverfahren wurde die Haftstrafe für die Mörder, den Spanier Juan Cuenca Lorente und den Rumänen Valentin Ion, auf 34 Jahre reduziert, da die Klage so lange gedauert hatte.